# Conspiración de Querétaro
La Conspiración de Querétaro fue un movimiento clandestino nacido en la ciudad de Santiago de Querétaro en 1810, como parte de inicio de guerra de Independencia de México. El objetivo primordial de la conspiración  era constituir una junta gubernativa que tomara el poder a nombre del rey Fernando VII. Se toma generalmente como el antecedente inmediato de la Guerra de Independencia de México dado que este grupo es el que comenzó la lucha armada por la emancipación de la Nueva España con respecto a la Corona. Se discute si la figura central de la conspiración fue Miguel Hidalgo y Costilla, el cura del pequeño pueblo de Dolores Hidalgo, o bien, si el liderazgo era ejercido por Ignacio Allende, militar por formación, adscrito al cuerpo de dragones de la Reina. Las reuniones de los conjurados se llevaban a cabo en la casa de José Miguel Domínguez, corregidor de Santiago de Querétaro (actual Palació de Gobierno de Querétaro). El grupo conspirador tenía pretendido alzarse en armas el mes de octubre de 1810 en San Juan de los Lagos, Jalisco, pero fueron descubiertos en septiembre.
En la zona de El Bajío, comenzaron a organizar una conjura en San Miguel el Grande (ahora San Miguel el de Allende) los capitanes Ignacio Allende y Mariano Abasolo, quienes habían tenido contacto, el año anterior, con los conspiradores de Valladolid (hoy Morelia) José Mariano Michelena y José María García Obeso. Las reuniones se trasladaron a la ciudad de Querétaro, en donde se sumaron un grupo de letrados, pequeños comerciantes y más militares del ejército colonial. Este grupo celebraba juntas disfrazadas de "academia literaria". 
Entre sus miembros se encontraban el cura Miguel Hidalgo y Costilla, el capitán Juan Aldama, el corregidor de la ciudad José Miguel Domínguez con su esposa Josefa Ortiz de Domínguez, el presbítero José María Sánchez, los abogados Mariano Laso de la Vega y Juan Nepomuceno Mier y Altamirano, Francisco Araujo, Antonio Téllez, Ignacio Gutiérrez, los comerciantes Epigmenio y Lanzagorta y el teniente Justo Baca. La organización de los conspiradores preveía en el mando a Ignacio Allende como general, Aldama como segundo e Hidalgo al frente del movimiento popular. Sus primeros pasos serían la destitución de todos los españoles en los puestos de gobierno, apoyados por un levantamiento que se llevaría a cabo el 1 de octubre, para lo cual se prepararon lanzas, espadas y municiones que almacenaron en San Miguel el Grande.

## La conspiración descubierta y el inicio de la Guerra de Independencia de México

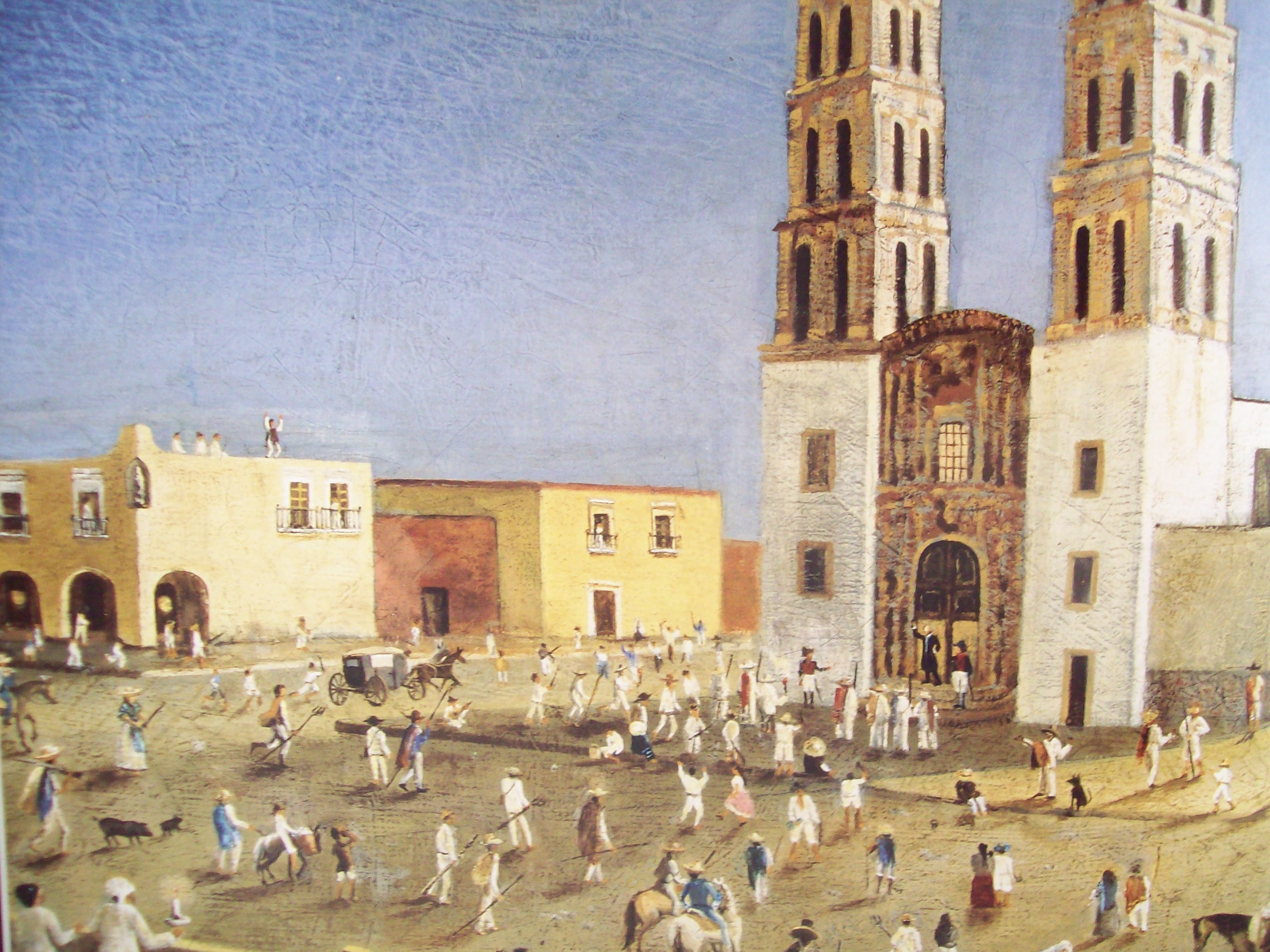
Plaza de Dolores, óleo sobre tela del, J.J. del Moral

La conspiración de Querétaro fue denunciada el 12 de septiembre por el empleado de correos José Mariano Galván. Al día siguiente, el propio capitán Joaquín Arias, al creer que todo estaba perdido, se autodenuncio ante el alcalde Juan Ochoa. Otras denuncias llegaron a oídos del comandante Ignacio García Rebolledo y se presionó al corregidor Domínguez para catear la casa de los hermanos González. En el lugar se encontró armamento almacenado, en consecuencia Epigmenio y Emeterio fueron aprehendidos. Josefa Ortiz de Domínguez tuvo que enviar como mensajero al alcaide Ignacio Pérez para poner en sobre aviso a los conspiradores que se encontraban en San Miguel el Grande. Mientras en Querétaro se hicieron prisioneros a más conspiradores, incluyendo a los corregidores. Pérez cabalgó la noche del 15 de septiembre de 1810 hasta San Miguel logrando contactar a Juan Aldama, quien de inmediato se trasladó a Dolores, lugar al que llegó en la madrugada del 16 de septiembre de 1810 para informar las malas noticias a Allende e Hidalgo. Después de un intercambio de opiniones, el cura exclamó: 

"Sí, lo he pensado bien, y veo que estamos perdidos y que no queda más recurso que ir a coger gachupines".

Con ayuda de ochenta presos que liberaron de la cárcel, capturaron al delegado Rincón, se dirigieron al atrio de la iglesia, tocaron las campanas, Hidalgo pronunció un discurso explicando que el movimiento al que incitaba era para derribar al mal gobierno, quitando del poder a los españoles que trataban de entregar el reino a los franceses. Le ofreció a la población que se dejarían de pagar tributos, y un peso diario a quienes participaran si llevaban caballo y la mitad a los de a pie. Acto seguido se aprehendió a diecinueve españoles. Se juntaron más de seiscientos hombres, a quienes se les repartieron lanzas y machetes, Hidalgo arengó a la población, las palabras exactas que pronunció, tal vez nunca se sepan, las versiones probables y más antiguas son:

Manuel Abad y Queipo (1810):

"¡Viva nuestra madre santísima de Guadalupe!, ¡viva Fernando VII y muera el mal gobierno!"

Diego de Bringas (1810):

"¡Viva la América!, ¡viva Fernando VII!, ¡viva la religión y mueran los gachupines!"

Anónimo (1810) recopilado por Ernesto Lemoine Villicaña:

"Viva la religión católica!, ¡viva Fernando VII!, ¡viva la patria y reine por siempre en este continente americano nuestra sagrada patrona la santísima Virgen de Guadalupe!, ¡muera el mal gobierno!"
Juan Aldama (1811):

"¡Viva Fernando VII!, ¡viva América!, ¡viva la religión y muera el mal gobierno!"

Servando Teresa de Mier (1813):

"¡Viva Fernando VII y la Virgen de Guadalupe!"

Lucas Alamán (1840):

"¡Viva la religión!, ¡viva nuestra madre santísima de Guadalupe!, ¡viva Fernando VII!, ¡viva la América y muera el mal gobierno!" A lo que el pueblo respondió: "¡Viva la Virgen de Guadalupe y mueran los gachupines!"

En Querétaro, el capitán Arias fue puesto en libertad y partió de inmediato para integrarse con los insurgentes, aunque fue visto con recelo por sus compañeros. El corregidor fue perdonado al igual que su esposa, restituyéndosele en su cargo. Años más tarde ella volvería a ser perseguida. La mayor parte de los prisioneros negaron las acusaciones y fueron liberados.